# 미국 2달러 지폐
2달러 지폐는 미국의 법정 통화이다.

## 같이 보기
- 2000엔 지폐